# Чжан Цзе (физик)
Чжан Цзе (кит. 张杰; 31 января 1958 года, Тайюань, Шаньси) — китайский физик , президент Шанхайского университета транспорта с ноября 2006 года по февраль 2017 года, академик Китайской академии наук (2003), член Немецкой академии наук Леопольдина (2007) года иностранный член Национальной академии наук США в 2012 году.

## Биография
Чжан Цзе получил степень бакалавра и магистра в Университете Внутренней Монголии, а также докторскую степень в  Институте физики Китайской академии гнаук в 1988 году. С 1988 по 1998 год он был приглашенным ученым в Обществе Макса Планка в Германии и в Лаборатории Резерфорда Эпплтона в Великобритании. В 1999 году он вернулся в Китай и работал научным сотрудником в CAS. В 2003 году он был назначен главой Бюро фундаментальных наук CAS. 27 ноября 2006 года стал президентом Шанхайского университета транспорта. 
Чжан Цзе является членом попечительского совета Университета науки и технологий имени короля Абдуллы (KAUST). Был кандидатом в члены ЦК КПК 17-го и 18-го созывов.

## Научная работа
Чжан Цзе опубликовал более 100 статей, 15 из которых были в журналах Science, Physical Review Letters и других журналах с импакт-фактором выше 7,2. Основные научные интересы в области лазерного термоядерного синтеза и лазерной плазмы, внёс значительный вклад в создание рентгеновского лазера и генерацию электронных пучков из лазерной плазмы.